# 蔡贇
蔡 贇（さい いん、ツァイ・ユン、Cai Yun、1980年1月19日 - ）は、中国の男子バドミントン選手。主に傅海峰とペアを組み、最高世界ランキングは1位。ロンドン五輪の金メダリスト。世界選手権の3連覇者。

## 経歴
江蘇省出身。蘇州体育訓練学校を経て1999年に中国代表チーム入り。
2006年に世界バドミントン選手権男子ダブルスで初優勝する。
2008年8月16日、北京オリンピック男子ダブルスで決勝に進出したが、インドネシアのマルキス・キド/ヘンドラ・セティアワンペア（当時世界ランク1位）に21-12,11-21,16-21で逆転負けし銀メダルに終わった。
翌2009年から世界選手権男子ダブルス3連覇を達成。
2012年8月5日、ロンドンオリンピック男子ダブルス決勝でデンマークのマシアス・ボー/カーステン・モーゲンセンペアを21-16,21-15で破り、同種目で中国初の金メダルを獲得した。